# Jože Magdič
Jožef (Jože) Magdič, slovenski zdravnik in politik, * 2. februar 1943, Lipa, Beltinci.
Med letoma 1990 in 1992 je bil poslanec Skupščine Republike Slovenije in med 1992 in 1997 je bil član Državnega sveta Republike Slovenije.
Dr. Magdič je nevropsihiater, član mednarodne zveze za Analitično psihologijo (member of IAAP, International Association for Analytical Psychology), kvalificirani Jungovski psihoanalitik s statusom učnega terapevta in strokovnjak za analizo sanj.
Diplomiral je na Jungovskem inštitutu v Zuerichu na temo boga Mitrasa. Redno sodeluje na mednarodnih in Slovenskih strokovnih srečanjih na temo Analitične psihologije, nevropsihiatrije in sanj. Je sodni izvedenec za medicino na področju psihiatrije in deluje v svoji praksi v Murski Soboti.  